# Agrostis merxmuelleri
Agrostis merxmuelleri är en gräsart som beskrevs av Werner Rodolfo Greuter och Hildemar Wolfgang Scholz. Agrostis merxmuelleri ingår i släktet ven, och familjen gräs. Inga underarter finns listade i Catalogue of Life.